# Al-Budayyi'
Al-Budayyi' (arabă البديع) este un oraș de coastă din nord-vestul Bahrainului.